# Al-Ghazzawiyya
Al-Ghazzawiyya (arabisch الغَزَاوِيَّةُ, DMG al-Ġazzāwiyya) war ein Dorf im Subdistrikt Beisan des Mandats Palästina, das 2 km östlich der Stadt Baisan lag. 1945 zählte es 1.640 Einwohner, darunter 1.020 Araber und 620 Juden. Während des Palästinakriegs wurde das Dorf von Israel erobert und entvölkert.

## Geschichte
Mehrere archäologische Stätten zeugen von einer langjährigen Besiedlung des Gebiets. Al-Ghazzawiyya war von Tall-al Barta (im Norden), Tall al-Husn (Tell el-Hösn, im Westen) und Tall al-Maliha (im Südwesten) umgeben. Ausgrabungen auf Tall al-Husn bezeugen eine Besiedlung vom 1. Jahrtausend v. Chr. bis dem 8. Jahrhundert u. Z., als in dem Gebiet ein arabisches Dorf lag.

### Mandatszeit
In der Neuzeit lag das Dorf auf einem weiten Gebiet in der Baisan-Senke (Biqʿat Beit Scheʾan). Die Dorfbewohner waren Mitglieder des beduinischen Stamms Al-Ghazzawiyya, der mit den Stämmen Al-Bashatiwa und Al-Suqur den Großteil der Bevölkerung des Tals bildete. Bei der Volkszählung von 1931, die von den Behörden des britischen Mandats durchgeführt wurde, zählte das Dorf Arab Abu Hashiya 156 muslimische Einwohner und 29 Häuser.
1944/1945 hatte das Dorf eine Fläche von 18.408 Dunam. 13 Dunam im Dorf wurden für Zitruspflanzen und Bananen benutzt, 5.185 Dunam für Getreide, 34 Dunam waren bewässert oder als Obstgärten benutzt, und 94 Dunam wurden als unbebaubares Land klassifiziert.

### Palästinakrieg und Folgen
Am 20. Mai 1948 während der Operation Gideon, einem israelischen Vormarsch im Palästinakrieg, wurde das Dorf von der Golani-Brigade erobert. Die arabischen Bewohner wurden gezwungen, in das benachbarte Syrien oder das heutige Westjordanland zu fliehen.
Die Kibbutzim Maʿoz Chaim, 1937 gegründet, und Newe Eitan, 1938 gegründet, nutzen heute die Gemarkungen al-Ghazzawiyyas als landwirtschaftliche Flächen, insbesondere Weizenanbau. Nach Walid Khalidi gab es auf dem Dorfgebiet eine archäologische Stätte, Tell al-Ruyan (arabisch تل الريان, DMG Tall al-Ruyān), die in eine Abfallhalde verwandelt wurde.

## Bibliografie
- Department of Statistics, Government of Palestine: Village Statistics, April, 1945. 1945 (englisch, web.nli.org.il).
- Sami Hadawi: Village Statistics of 1945: A Classification of Land and Area ownership in Palestine. Hrsg.: Palestine Liberation Organization Research Centre. 1970 (englisch, palestineremembered.com).
- Walid Khalidi: All That Remains: The Palestinian Villages Occupied and Depopulated by Israel in 1948. Hrsg.: Institute for Palestine Studies. Washington, D.C. 1992, ISBN 0-88728-224-5 (englisch).
- E. Mills: Census of Palestine 1931. Population of Villages, Towns and Administrative Areas. Hrsg.: Government of Palestine. Jerusalem 1932 (englisch, archive.org).
- Benny Morris: The Birth of the Palestinian Refugee Problem Revisited. Cambridge University Press, Cambridge 2004, ISBN 0-511-16618-4 (englisch, books.google.com – Leseprobe).